# Slavenka Drakulić
Slavenka Drakulić (Rijeka, 4 de julio de 1949) es una periodista, novelista y ensayista croata cuyas obras sobre feminismo, comunismo y poscomunismo se han traducido a muchos idiomas.

## Trayectoria
Drakulić nació en Croacia, en la Yugoslavia socialista. Se graduó en literatura comparada y sociología en la Universidad de Zagreb en 1976. De 1982 a 1992 fue redactora en el periódico quincenal Start y el semanario de noticias Danas (ambos en Zagreb), escribiendo principalmente sobre temas feministas. Además de sus novelas y colecciones de ensayos, el trabajo de Drakulić ha aparecido en The New Republic, The New York Times Magazine, The New York Review of Books, Süddeutsche Zeitung, Internazionale, The Nation, La Stampa, Dagens Nyheter, Frankfurter Allgemeine Zeitung, Eurozine, Politiken y The Guardian. Es editora colaboradora de The Nation. Vive entre Croacia y Suecia. 
Drakulić dejó temporalmente Croacia por Suecia a principios de la década de 1990 por razones políticas. Un artículo sin firmar en Globus en 1992 (Slaven Letica, un conocido sociólogo, exasesor del presidente Franjo Tudjman y escritor, posteriormente admitió ser su autor) acusaba a cinco escritoras croatas, Drakulić incluida, de ser "brujas" y de "violar" a Croacia. Según Letica, estas escritoras no adoptaban una postura clara contra la violación como táctica militar planificada por las fuerzas serbias en Bosnia contra los croatas, y más bien la trataban de manera feminista, como crímenes de "hombres no identificados" contra las mujeres. Poco después de la publicación, Drakulić comenzó a recibir amenazas telefónicas; su propiedad también fue destrozada. Al encontrar poco o ningún apoyo de sus antiguos amigos y colegas, decidió abandonar Croacia.
Sus notables trabajos se relacionan con las guerras yugoslavas. Como si yo no estuviera, trata de crímenes contra las mujeres en la guerra de Bosnia, mientras que Ellos nunca lastimarían a una mosca es un libro en el que también analizaba su experiencia supervisando los procedimientos y la situación de los presos del Tribunal Penal Internacional para la ex Yugoslavia en La Haya. Ambos libros abordan los mismos problemas que causaron su emigración durante la guerra de su país de origen. En círculos académicos, es más conocida por sus dos colecciones de ensayos: Cómo sobrevivimos al comunismo e incluso nos reímos y Café Europa. Ambos son relatos de no ficción de la vida de Drakulić durante y después del comunismo. 
Su novela de 2008, La cama de Frida, está basada en una biografía de la pintora mexicana Frida Kahlo. 
Su último libro de ensayos Una visita guiada por el Museo del Comunismo: fábulas de un ratón, un loro, un oso, un gato, un topo, un cerdo, un perro y un cuervo fue publicado en febrero de 2011 en Estados Unidos por Penguin, y ampliamente comentado, con gran éxito. El libro consta de ocho reflexiones contadas desde el punto de vista de un animal diferente. Cada uno de ellos reflexiona sobre el recuerdo del comunismo en diferentes países de Europa del Este. Aunque algunos revisores interpretaban el libro como una condena al comunismo y sus efectos persistentes, el libro también critica los estragos del sistema económico que lo reemplazó. En el penúltimo capítulo, un perro rumano explica que bajo el capitalismo todos son desiguales "pero algunos son más desiguales que otros", una inversión de una famosa cita de George Orwell de Animal Farm. Drakulić vive en Estocolmo y Zagreb.

### No ficción
- Smrtni grijesi feminizma (1984) solo en croata.
- Cómo sobrevivimos al comunismo e incluso nos reímos, Hutchinson, Londres (1991).
- Balkan Express: fragmentos del otro lado de la guerra. WW Norton, Nueva York (1993).
- Café Europa: la vida después del comunismo. Abacus, Londres (1996).
- No matarían ni una mosca: criminales de guerra en el banquillo Abacus -Time Warner, Londres (2004).
- Tijelo njenog tijela (2006) disponible en croata, alemán y polaco.
- Dos desvalidos y un gato. Gaviota Libros. Londres, Nueva York, Calcuta (2009).
- Una visita guiada por el Museo del Comunismo. Fábulas de un ratón, un loro, un oso, un gato, un topo, un cerdo, un perro y un cuervo. Penguin, Nueva York, (2011)

### Artículos
- Todos somos albaneses 1999
- Testigo de las mujeres bosnias 2001
- Crimen en los círculos de poder octubre de 2008
- Entrevista a Slavenka Drakulic  2009
- Artículos en Eurozine
- Artículos en The Nation
- Artículos en The Guardian
- La violación como arma de guerra 2008
- Slavenka Drakulic y Katha Pollitt en conversación Archivado el 21 de mayo de 2022 en Wayback Machine. 2011